# Tunisita
La tunisita és un mineral de la classe dels carbonats. Rep el nom en honor de Tunísia, on es troba l'indret on va ser descoberta aquesta espècie mineral.

## Característiques
La tunisita és un carbonat de fórmula química NaCa₂Al₄(CO₃)₄(OH)₈Cl. Cristal·litza en el sistema tetragonal. Els cirstalls són tabulars en {001}, modificada per {010}, {110}, i nombroses formes veïnals, de fins a 8 mm; en forma d'agregats subparal·lels en froma de llibre o en forma de recobriments en pols aleatoris. La seva duresa a l'escala de Mohs és 4,5.
Segons la classificació de Nickel-Strunz, la tunisita pertany a «05.BB: Carbonats amb anions addicionals, sense H₂O, amb alcalins» juntament amb els següents minerals: barentsita, dawsonita i sabinaïta.

## Formació i jaciments
La tunisita va ser descoberta a la mina Sidi Youssef, a Sakiet Sidi Youssef (Governació del Kef, Tunísia) omplint les cavitats en calcita. També ha estat trobada al dipòsit Challenge, a Al-Monawarh (Província de Medina, Aràbia Saudita); al comtat de San Mateo (Califòrnia, Estats Units); a Condorcet, a Droma (Alvèrnia - Roine-Alps, França) i a Slaviansky (Donetsk, Ucraïna).